# Château de L'Auneau
 (juillet 2022).
Si vous disposez d'ouvrages ou d'articles de référence ou si vous connaissez des sites web de qualité traitant du thème abordé ici, merci de compléter l'article en donnant les références utiles à sa vérifiabilité et en les liant à la section « Notes et références ».
Le château de L'Auneau est un édifice de la fin du XIXe siècle construit par l'architecte Joseph Libaudière pour le professeur Édouard Grimaux. Propriété de la famille David depuis 1947, le parc du château est labellisé Jardin remarquable par le ministère de la culture et de la communication.

## Historique
Le professeur Édouard Grimaux, ami de Georges Clemenceau et des petits enfants de George Sand fit construire le château de l'Auneau à la fin du XIXe siècle par l'architecte Vendéen, Joseph Libaudière connu notamment pour avoir bâti, entre autres le château de La Chesnelie, le château de La Mouhée, le château des Roches Filées, une aile du Logis de Sérigny et des bâtiments entourant le château des Roches-Baritaud.

Madame Édouard David rachète la propriété aux Grimaux en 1947,

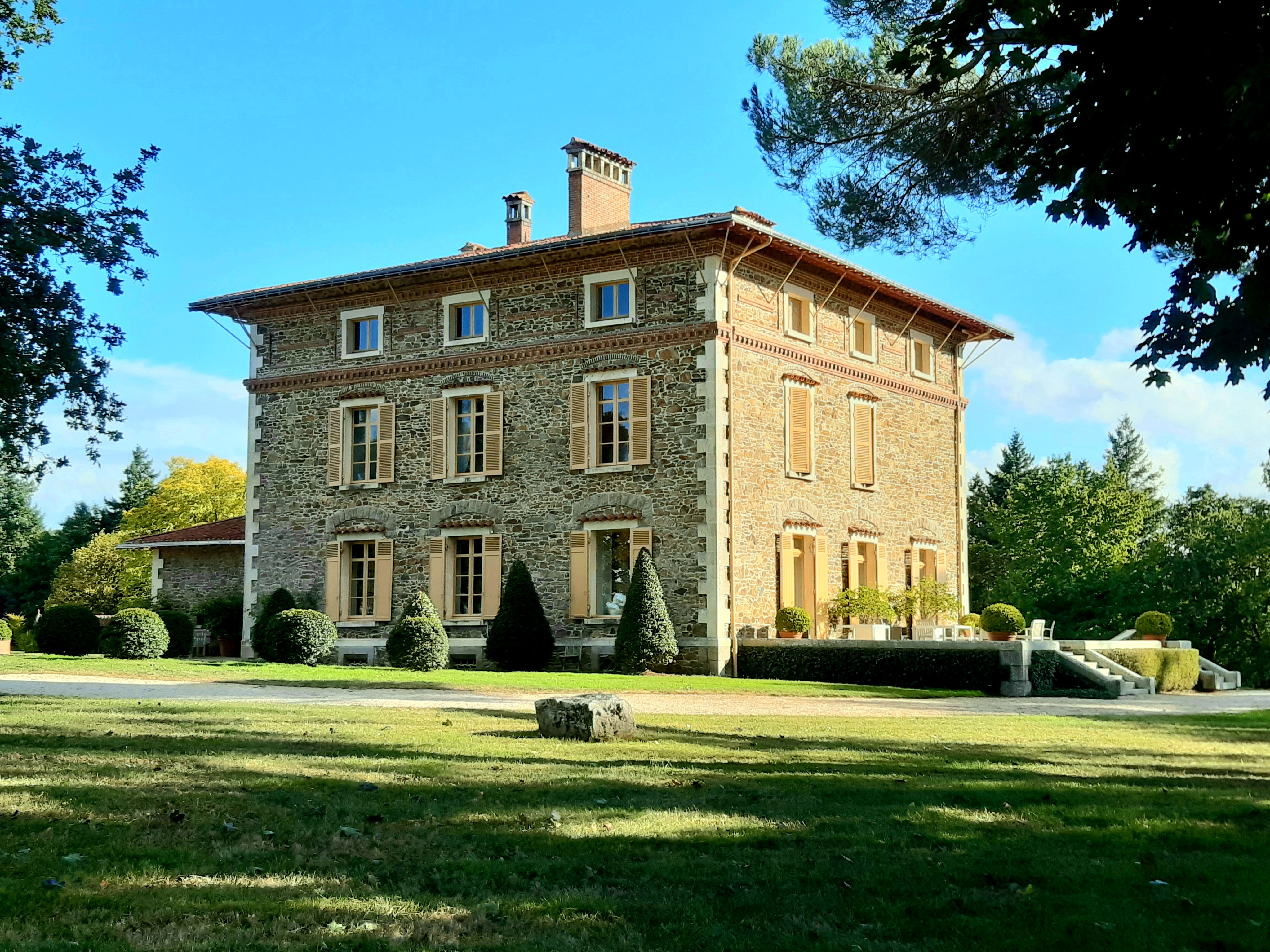
chateau de l'Auneau

## Description
La maison suit le modèle architectural d'une villa “à la romaine“ : un ensemble de pièce entourant un élément central (à l'époque de César, un patio/atrium), ici l'escalier. L'Auneau est un bâtiment carré, précédé d'une aile en “L“ (ancien logement du gardien), et suit une stricte rectitude quant à la disposition de ses éléments de façade. 
La façade Sud, est la plus symétrique de toutes : trois ouvertures par étages, un perron au centre au dessus duquel on peut lire la date “1899“. La porte du perron est encadrée de deux petites fenêtres, celle de gauche est couronnée du blason de la famille Bouquet, celle de droite, du blason de la famille David. À gauche du Perron, une baie vitrée très “XIXème“. 
La façade Ouest paraît tout aussi symétrique mais ne l'est pas ! Pour garantir le confort intérieur, Libaudière ne fait construire que deux fenêtres au premier étage, tandis que le rez-de-chaussée et le second étage suivent à la lettre, la rectitude architecturale de la façade Sud. Trois portes-fenêtres s'ouvrent sur une terrasse, desservie par deux escalier. La façade peut sembler symétrique, dans les mesures des distances entre les ouvertures, ce n'est pas le cas. 
La façade Nord, elle, suit la rectitude de la façade Sud, mais comme la façade Ouest, ne suit pas de règle de symétrie quant à l'écart entre les ouvertures. 
La façade Est, à l'esprit Arts and Crafts, chamboule toute symétrie : on y compte une porte d'entrée, huit fenêtres et une baie suivant la montée de l'escalier. 
cette façade est celle que l'on voit en arrivant de l'allée. 
En façe, à gauche de la maison est construit un corps de commun, qui comprend des écuries, avec deux stalles, un garage, une buanderie, un préau et un étage. 
Le Parc, est constitué de nombreux arbres d'ornements : Cèdre du Liban, Noyer d'Amérique, Pin parasol, Liquidambar ...
Dans le parc, se trouve le “cabanon“, à l'emplacement de l'ancien potager. Entourant l'ancien potager, un mur long de 120 mètres est l'écrin du “mur de roses“.

## Localisation
Le château de L'Auneau est situé à 6 km à l'ouest de Chantonnay en Vendée.

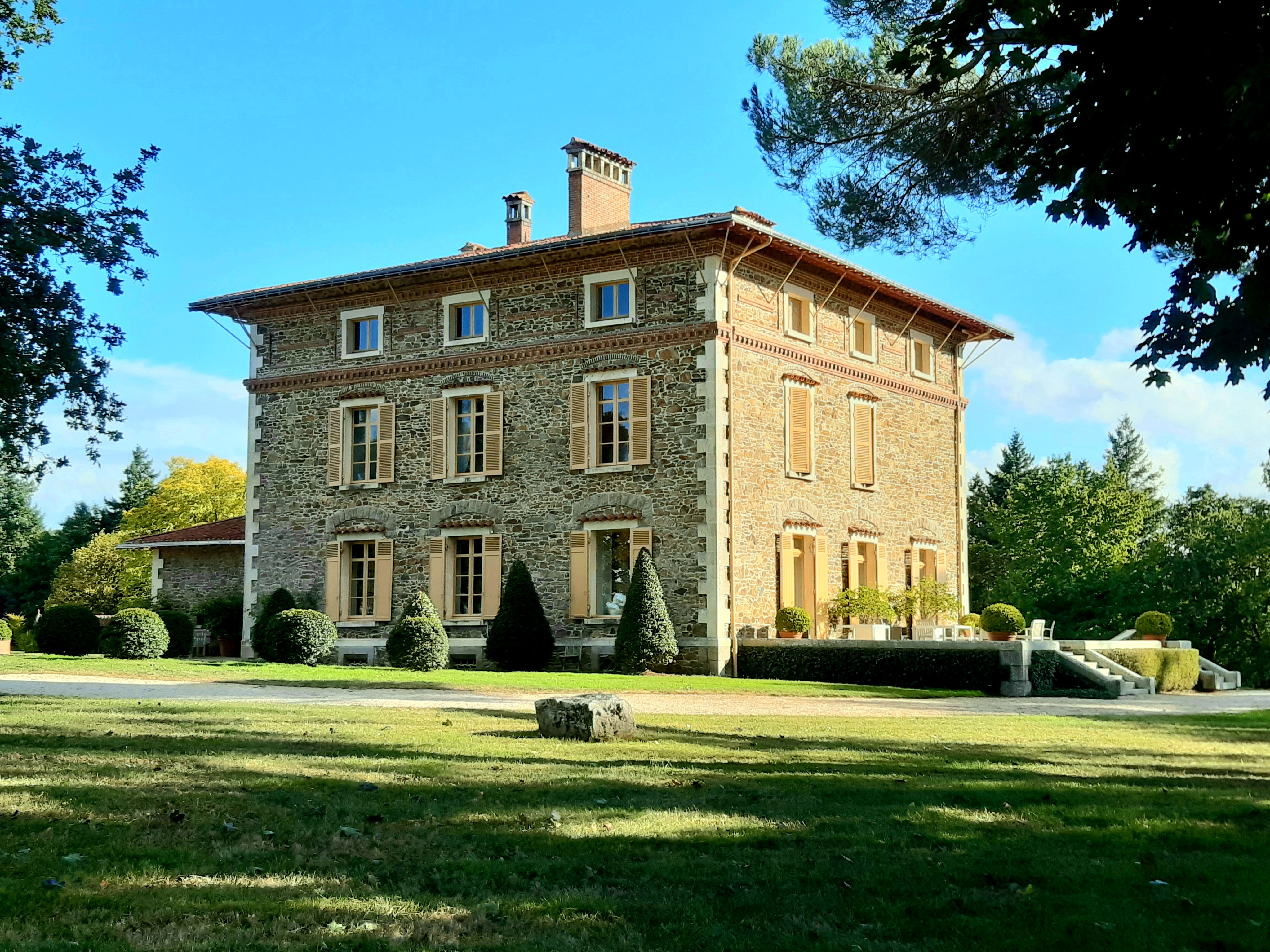
Façades Nord et Ouest

## Presse
Passage dans « Silence ça pousse ! » le 12. novembre 2018 
Passage sur « France 3 Pays de La Loire »
Passage sur « chemin de traverse » ; TV Vendée 